# اکتبر (شهرستان سوزک)
اکتبر (به لاتین: Oktyabr') یک روستا در قرقیزستان است که در شهرستان سوزک واقع شده‌است. اکتبر ۸٬۹۵۸ نفر جمعیت دارد.